# ベルギー人

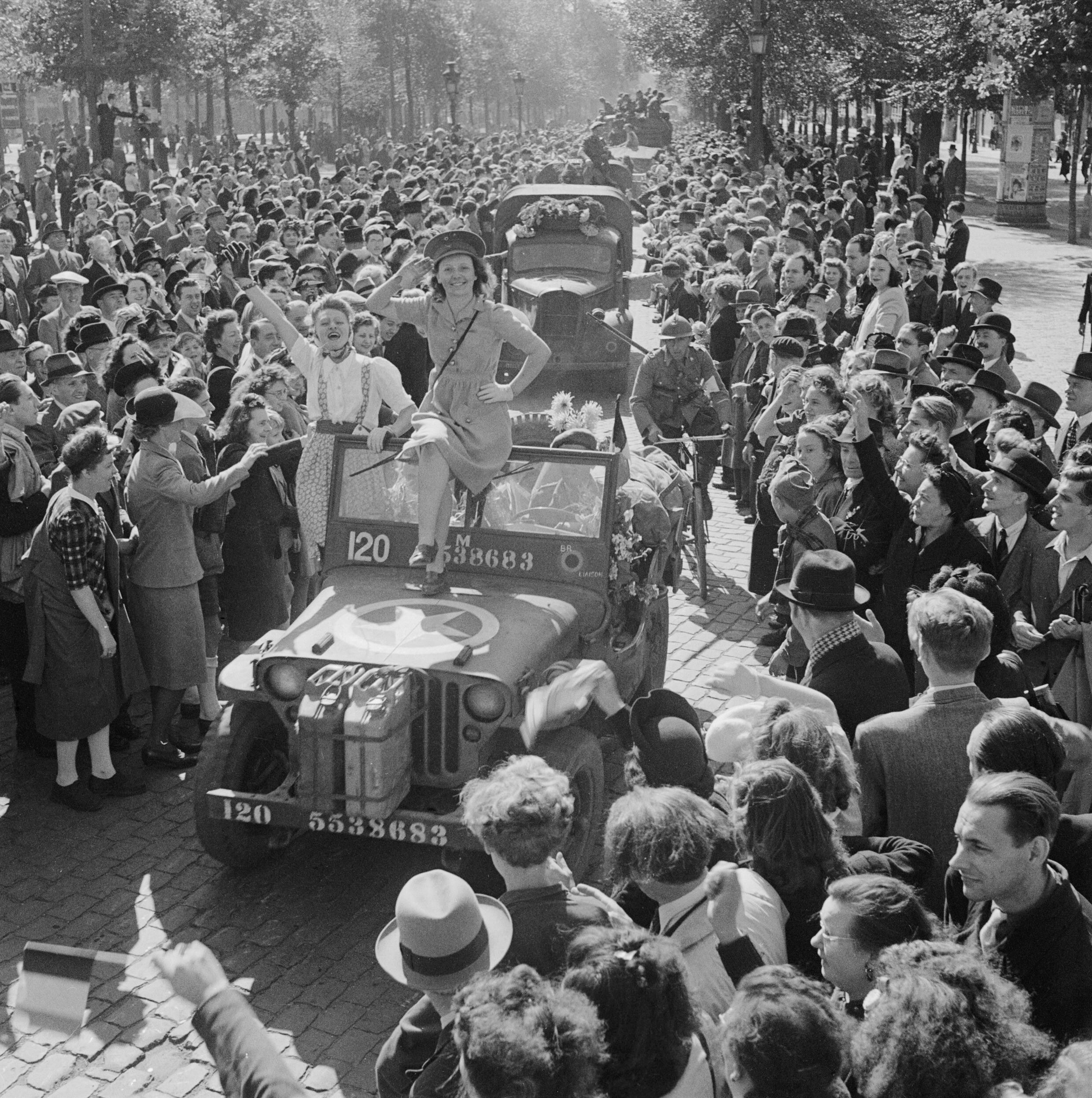
1944年9月4日。ブリュッセルに入城するイギリス軍を迎える群衆

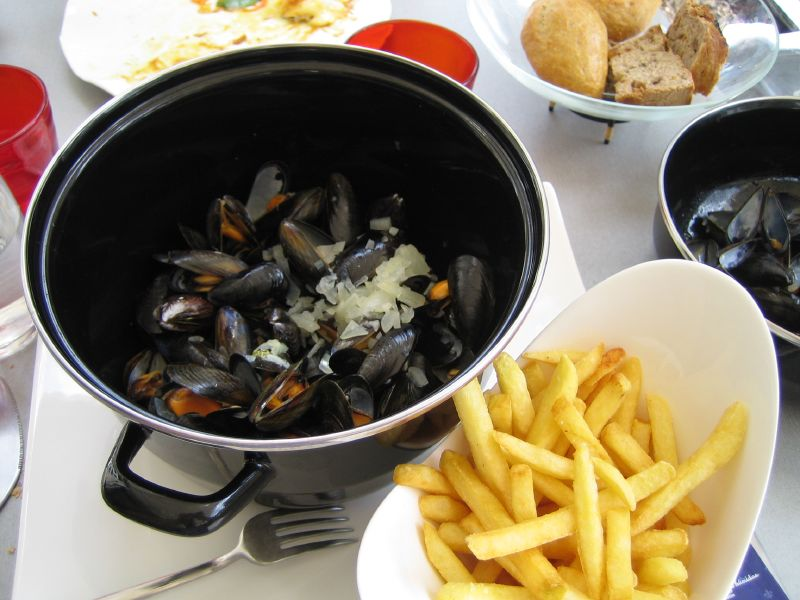
ベルギー料理でも最も人気があるムール・フリット。蒸したムール貝とフライドポテトのセットを指す

ベルギー人（オランダ語：Belgen 、フランス語：Belges、ドイツ語：Belgier、英語：Belgians）は、主に西ヨーロッパに位置するベルギー王国の国民を指す語である。

## 語源
「ベルギー人」という言葉は比較的新しい。
1830年革命の影響を受けて臨時政府の下で独立国家が成立し、国民会議が設立される動きに繋がった（ベルギー独立革命）。「ベルギー」という国名は紀元前1世紀の古代ローマによる侵略前、ベルガエ（のちのガリア属州最北端のガリア・ベルギカ）に居住していたゲルマン人とケルト人の混血の部族の呼称より由来する。
1789年に勃発したブラバント革命により、ベルギー合衆国が成立したが、この時点ではまだ形容詞に相当する「Belgian」という語は存在しておらず、フランス語の名詞「Belgique」または「Belgium」が使用されていた。

## 文化
ベルギー料理は近隣の料理の影響を受けながら独自の料理を発展させてきた。時々、ベルギー料理はドイツ料理のように量が多いだけで無く、フランス料理のような質の高い料理を提供していると言われる。また、年間に平均して84ℓも飲むビール好きの国民性で知られ、ベルギービールが世界で最高のビールだとする主張も存在する。
ベルギーの漫画（バンド・デシネも参照）はベルギーが20世紀に世界的かつ永続的に影響を与えてきた数少ない芸術の一つであり、「ベルギー文化の不可欠な部分」として認知されている。世界屈指の漫画大国として知られ、『タンタンの冒険』、『スマーフ』など数多くの名作が生み出されてきた。

## 言語
ベルギーでは1984年に出生地主義の原則が確立されており、単一民族国家では無い。
ブリュッセルは地理的にも言語的にも飛び地となっている。1830年の独立時にはオランダ語の話者が過半数を占めていたが、その後にフランス人が多く移り住んだために現在ではフランス語の話者が圧倒的多数派の街となっている（ブリュッセルのフランス語化現象）。
ベルギーの人口の約60%を占めるオランダ語話者のフラマン人は言語や習慣の違いで明確に区別できる集団を形成している。一般的にはフラマン人は特に国レベルで自身をオランダ人であると称することは稀であるし、その逆も然りである。
フランス語話者のワロン人は主にワロン地域に居住している。ワロン人はベルギー国内でも独特のコミュニティを形成している。ワロン人の言語、宗教、伝統、民間伝承などはフランス人のそれの強い影響を受けている。
77,000人と9市町村を抱えるドイツ語話者のドイツ語共同体も第3の合法的なコミュニティとして承認を受けている。

## 宗教
ユーロバロメーターの2012年の調査によると、ベルギー人の約58%がカトリック教徒、それ以外のクリスチャンは7%、ムスリムは5%、無宗教が27%という結果であった。ブリュッセルを中心に近年は急速な世俗化が進行している。ブリュッセルでは1967年に82%の子供が洗礼を受けていたが、2009年にはその割合は4分の1以下にまで低下している。

## 1830年以降の著名なベルギー人

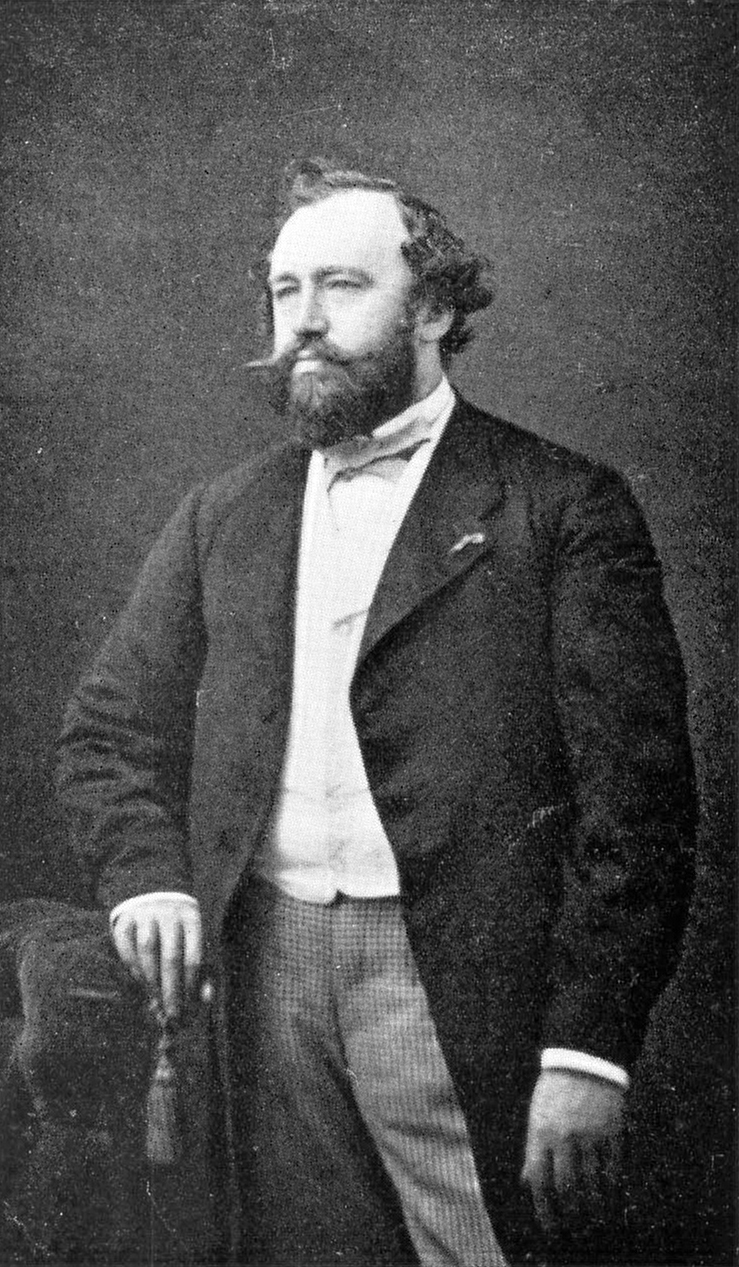
A・サックス 木管楽器のサックスの考案者
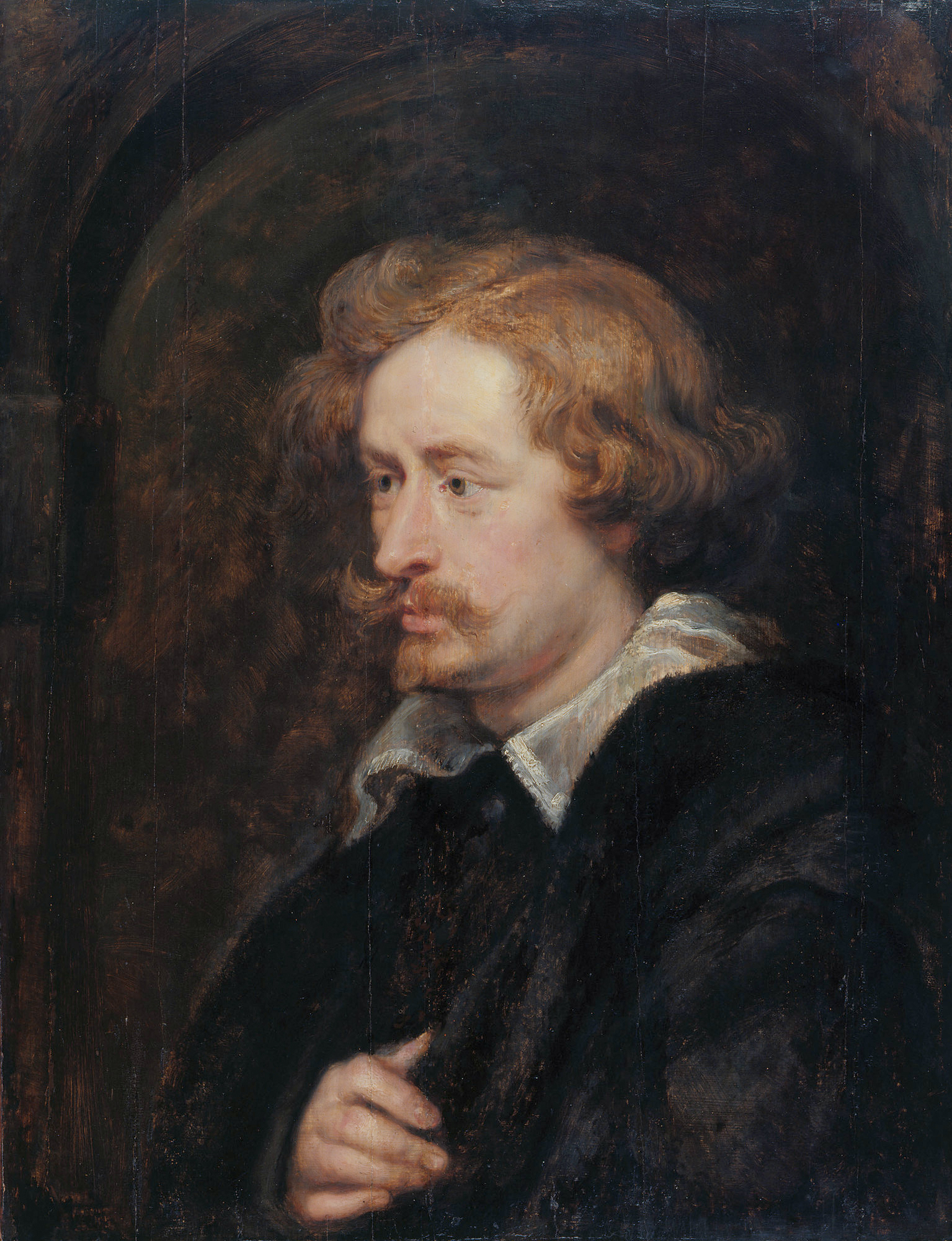
A・ヴァン・ダイク バロックの画家
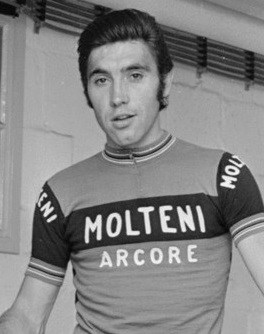
E・メルクス 史上最高のロードレース選手
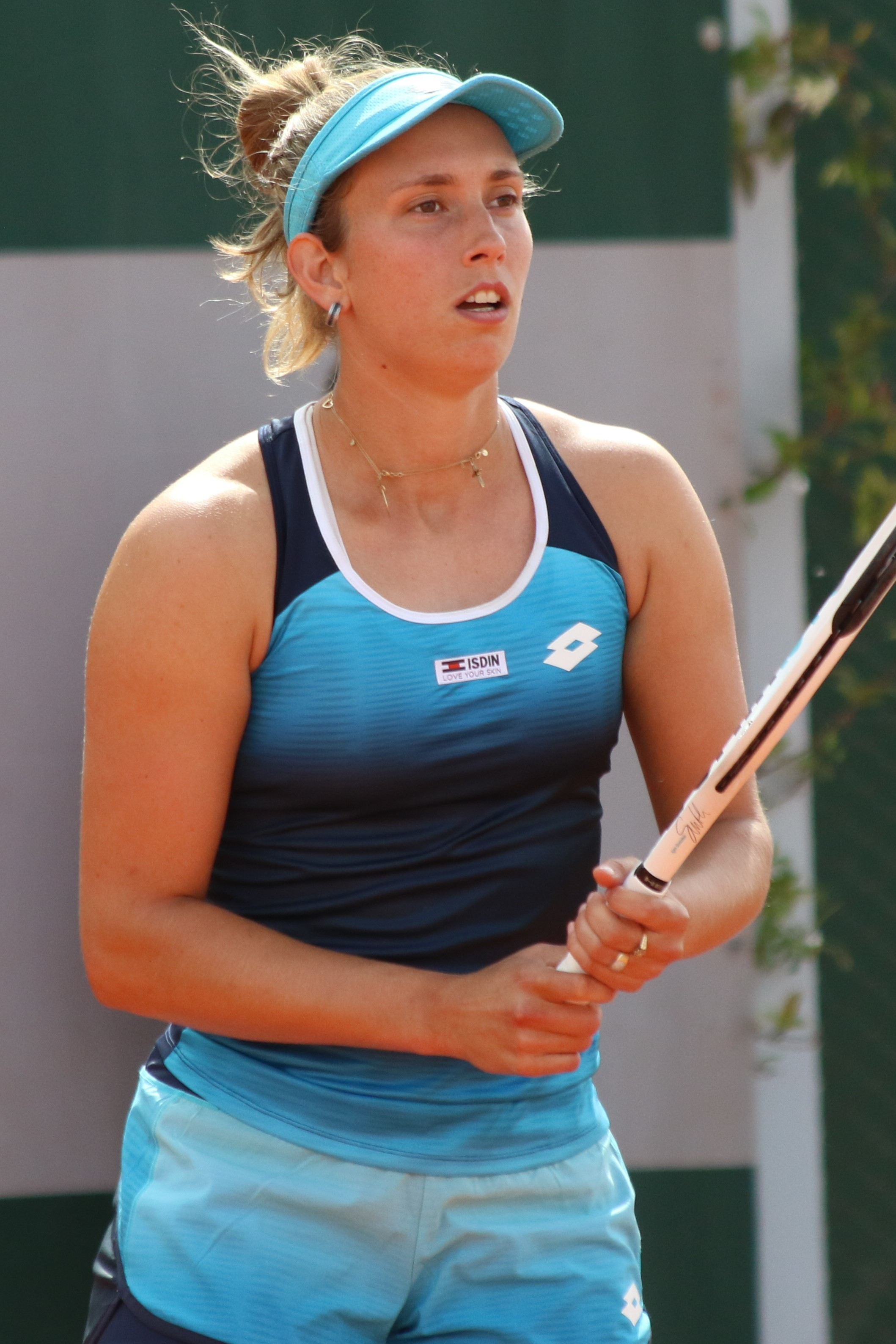
E・メルテンス グランドスラム3勝の女子プロテニス選手
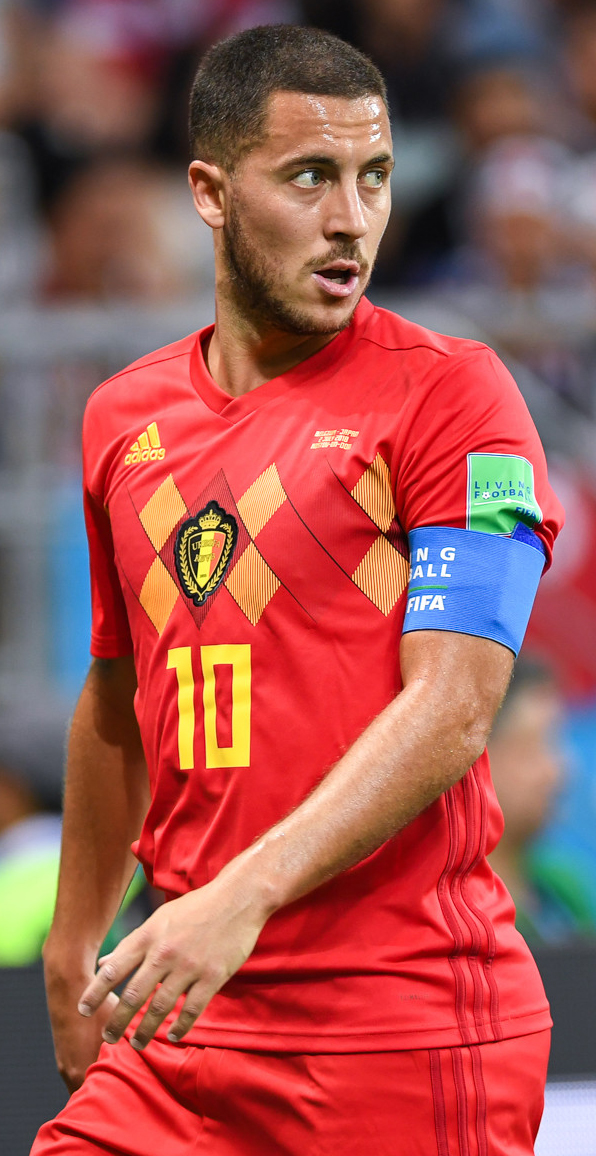
E・アザール サッカー選手
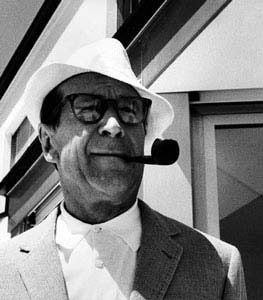
G・シムノン 最も著名な架空の探偵の一人、ジュール・メグレの生みの親
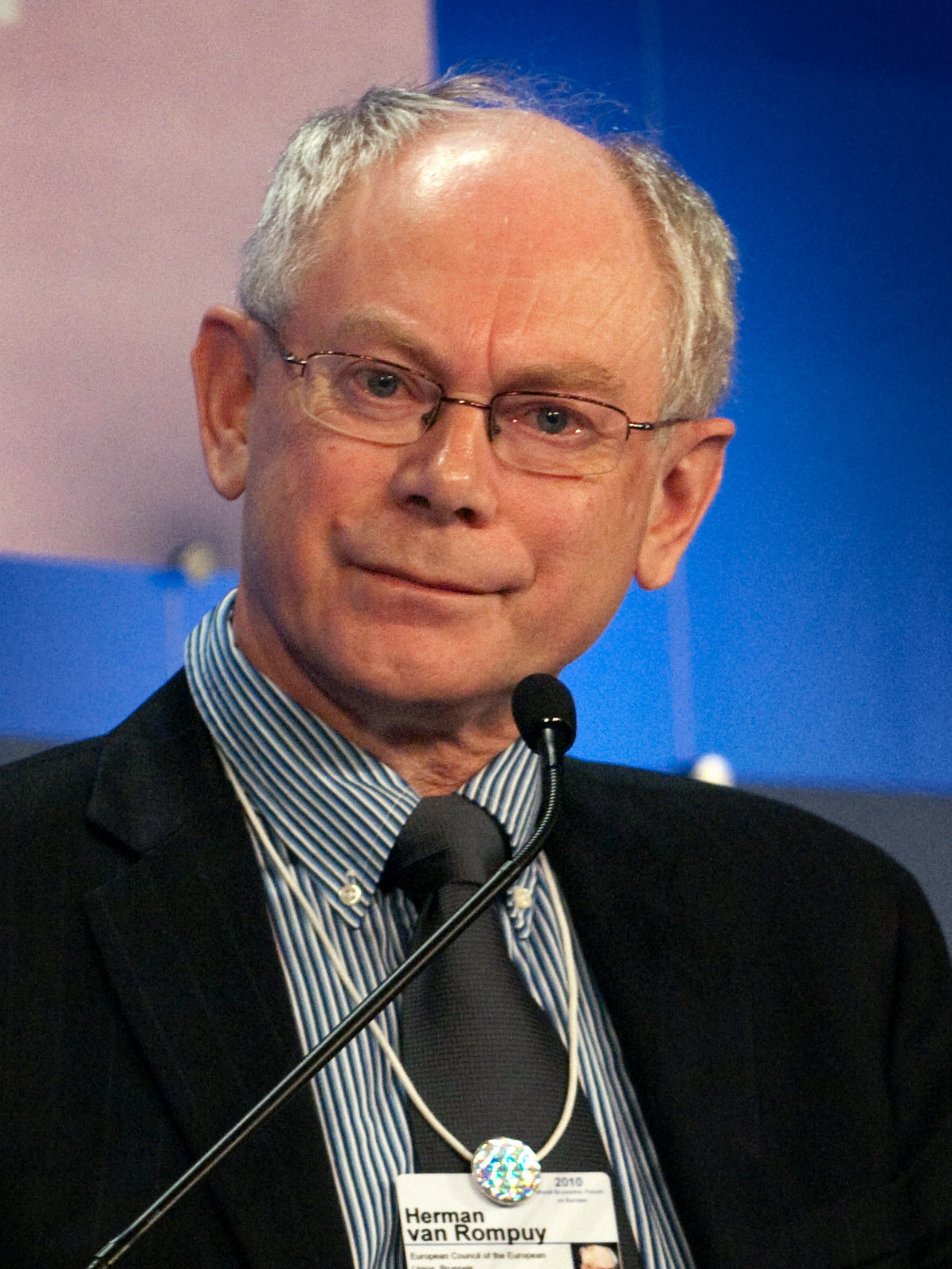
H・ファン＝ロンパイ 初代欧州理事会議長
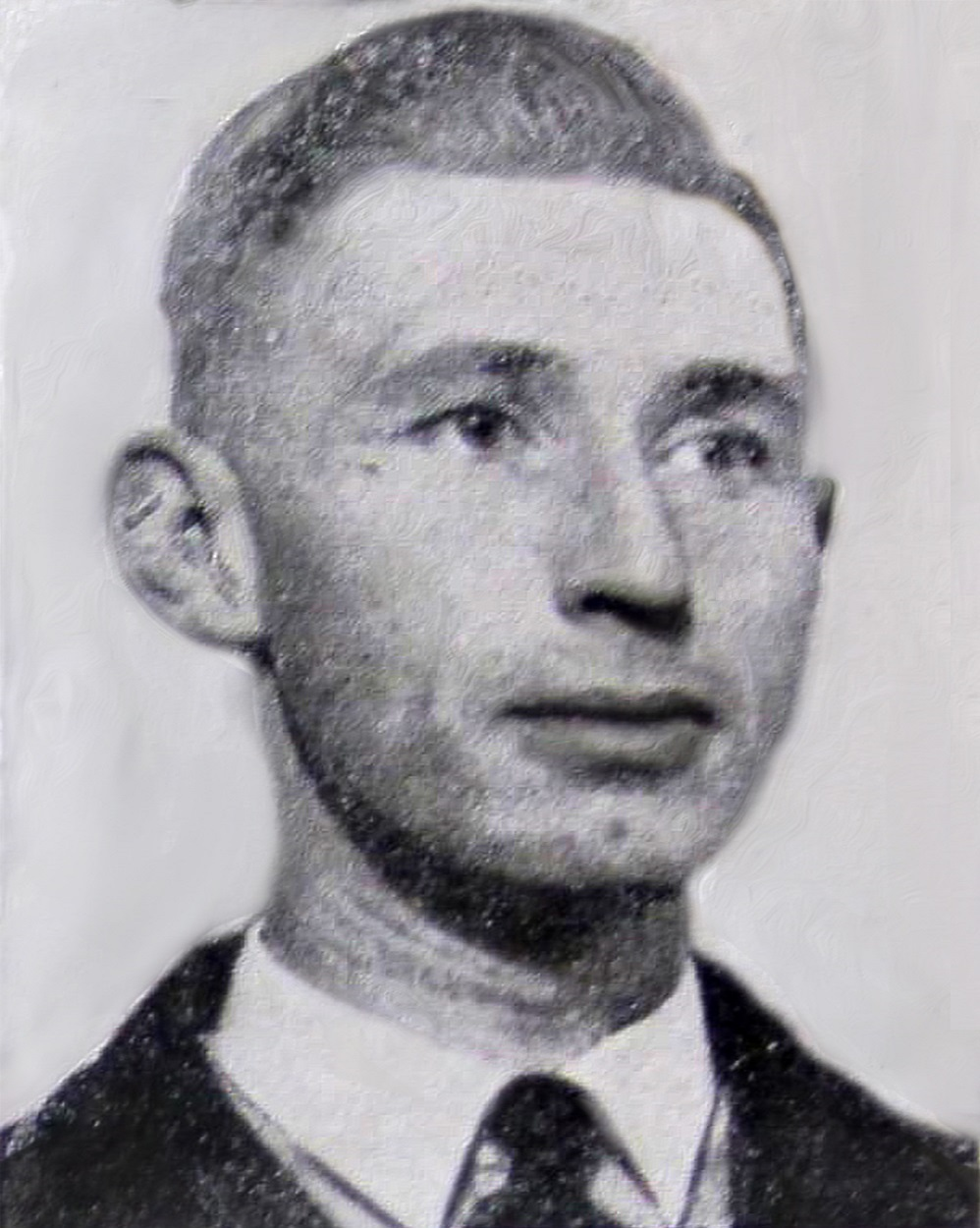
エルジェ 『タンタンの冒険』の作者
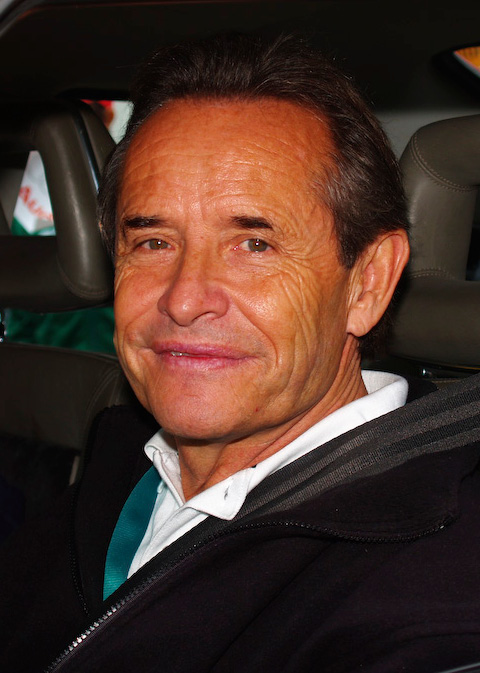
J・イクス ル・マン24時間レースで6度優勝
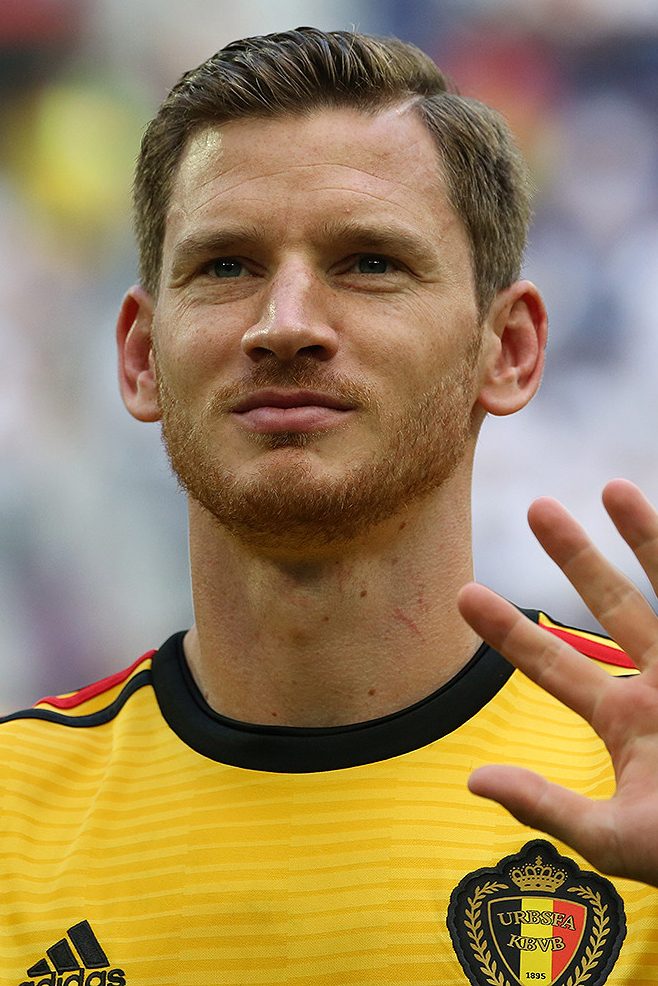
J・フェルトンゲン サッカー選手
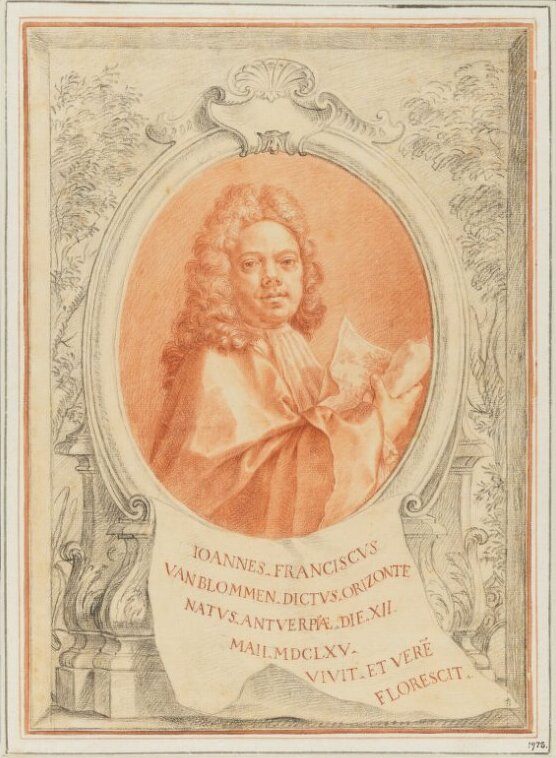
J・フランス・ヴァン・ブローメン 画家
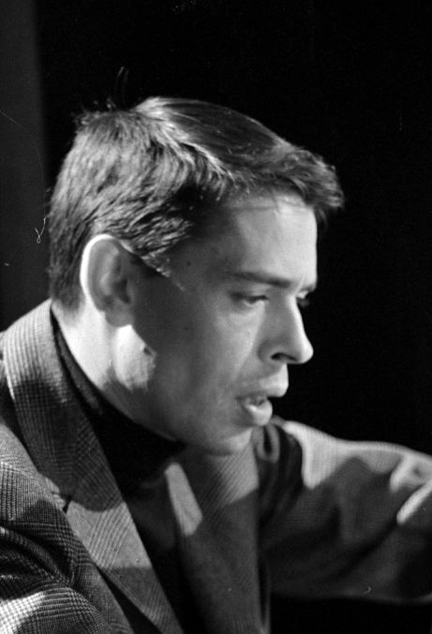
J・ブレル 現代シャンソンの代表的シンガーソングライター
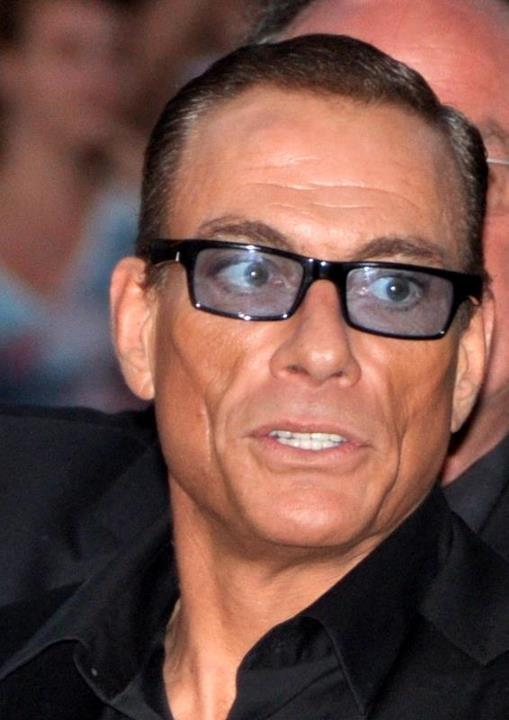
JC・ヴァン・ダム 格闘家、俳優
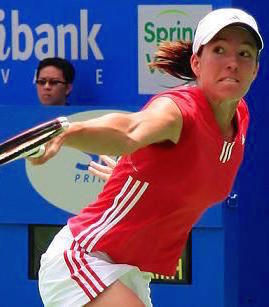
J・エナン グランドスラム7勝の女子プロテニス選手
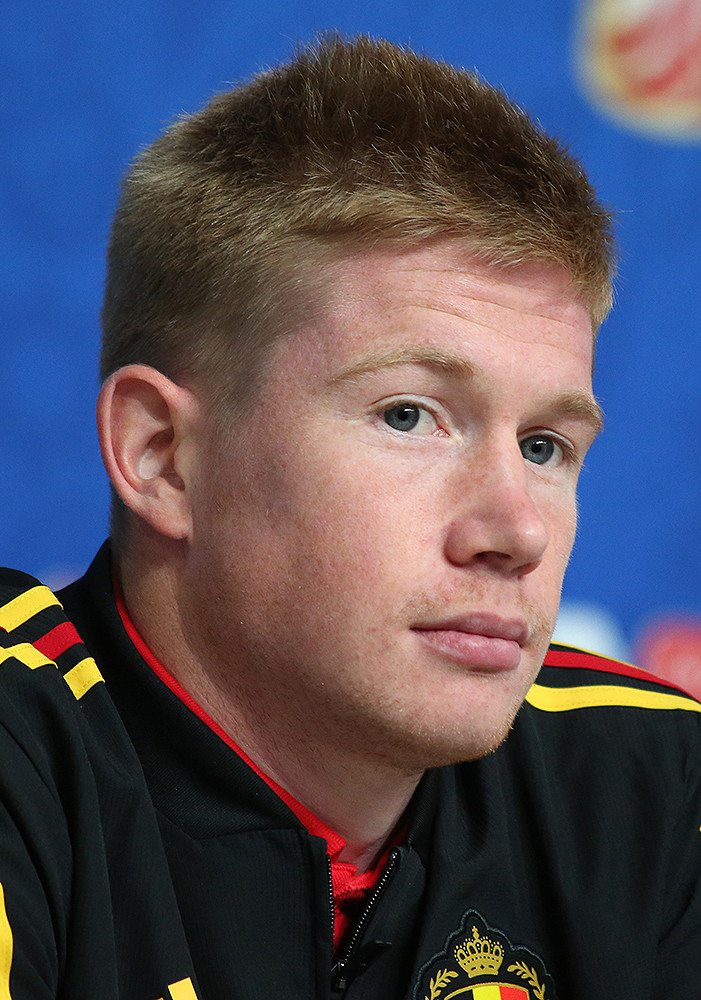
K・デ・ブライネ サッカー選手
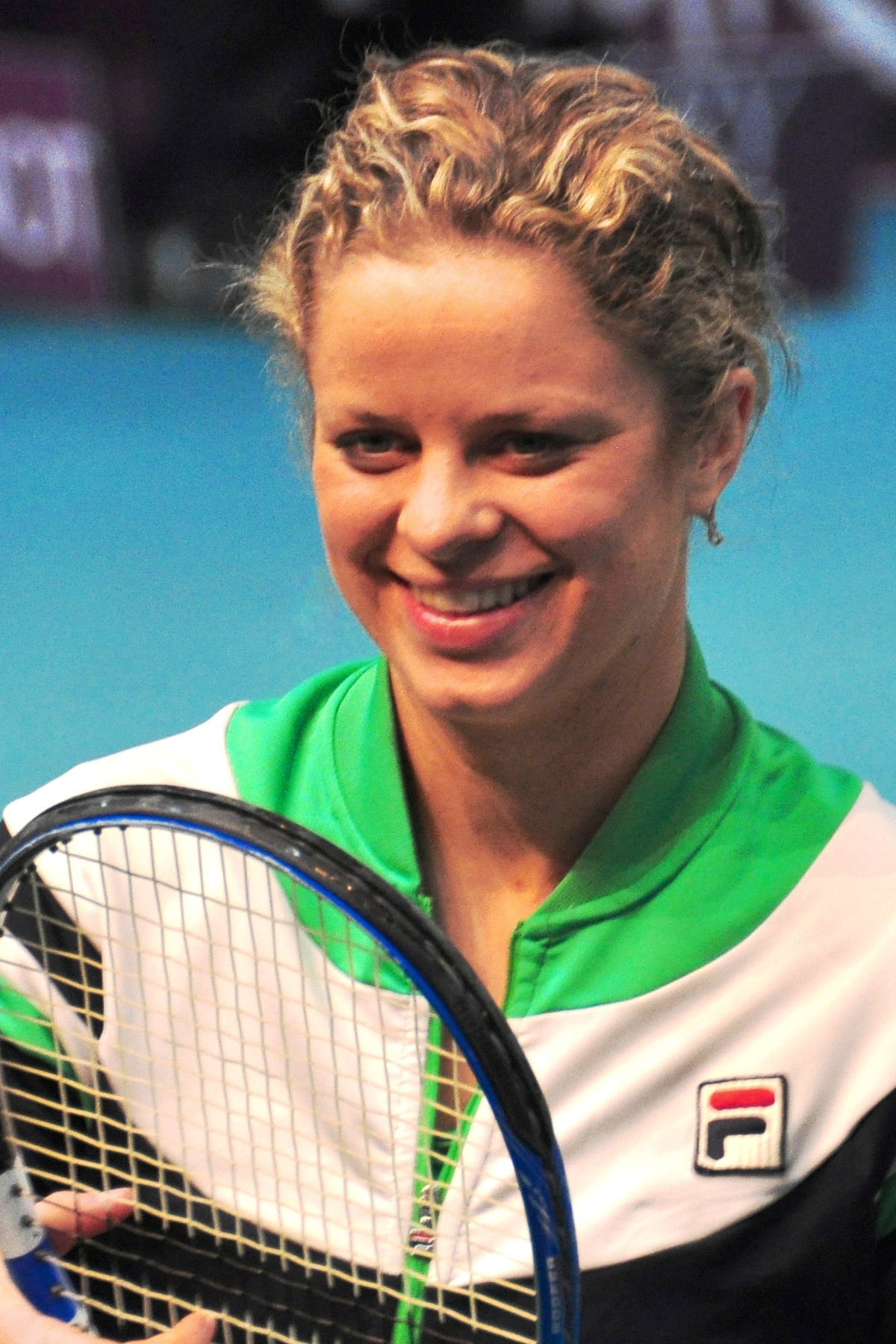
K・クライシュテルス グランドスラム4勝の女子プロテニス選手
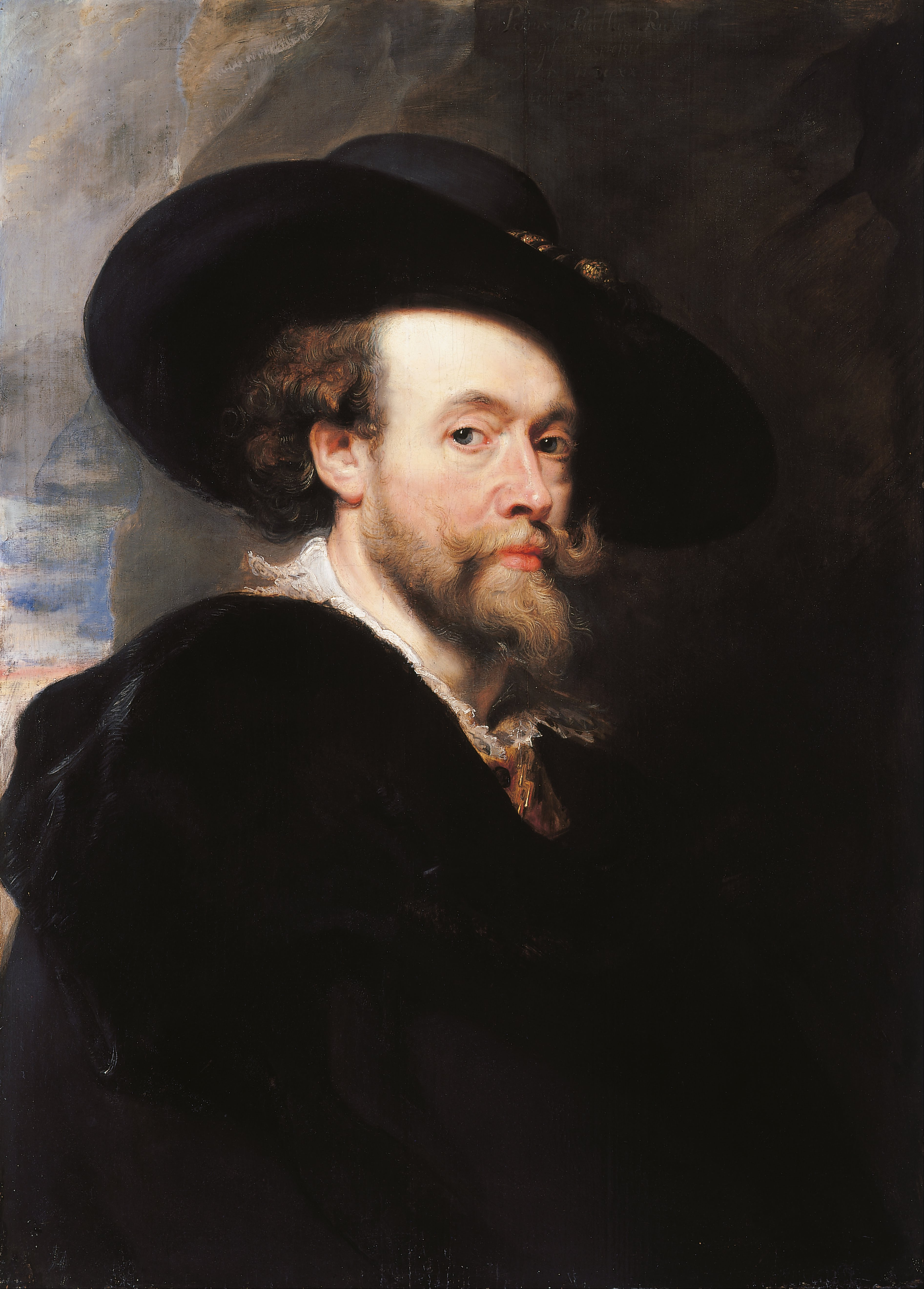
P・パウル・ルーベンス バロックの画家
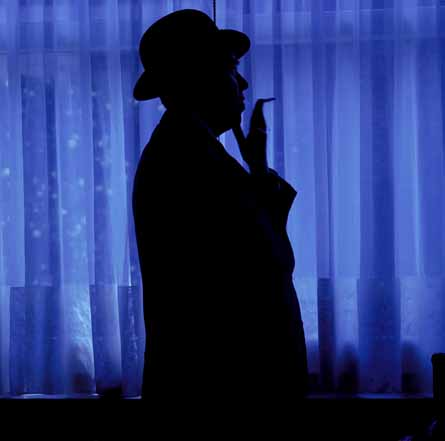
R・マグリット シュルレアリスムの代表的画家
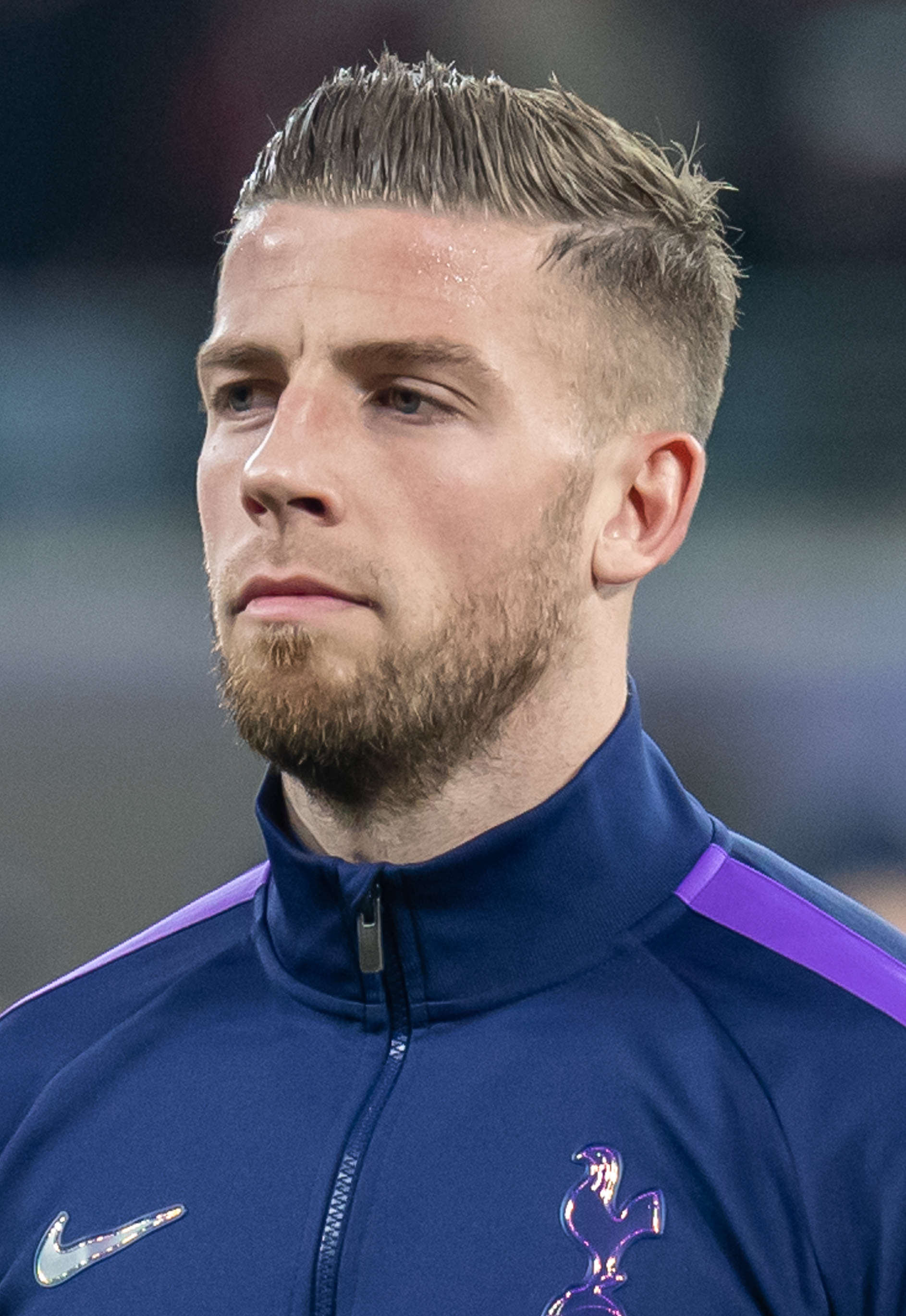
T・アルデルヴェイレルト サッカー選手
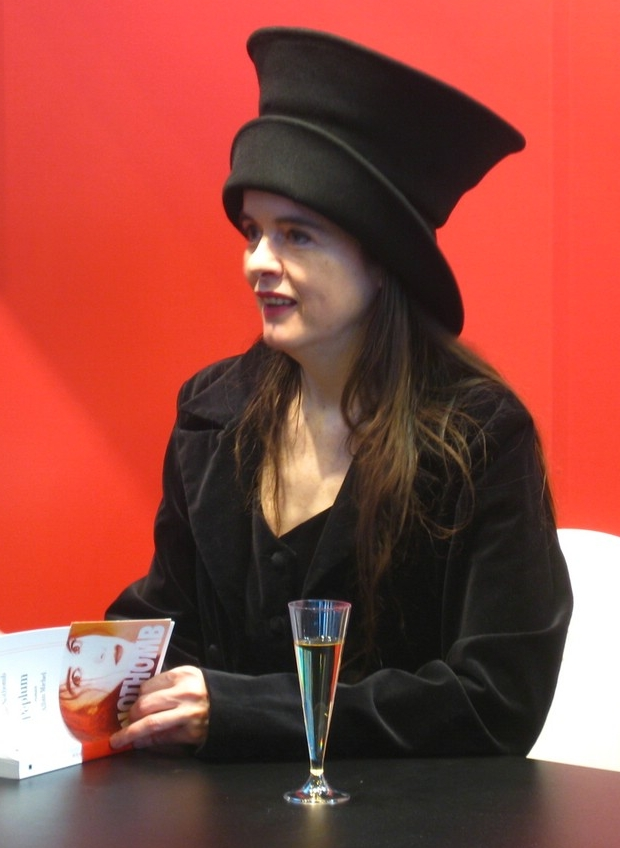
A・ノートン 小説家